# Тетания беременных
Тетани́я бере́менных (лат. tetania gravidarum) — гестоз беременных, проявляющийся судорогами мышц лица («рыбий рот»), верхних конечностей («рука акушера») или нижних конечностей («нога балерины»).

## Патогенез
Причина болезни — выпадение или понижение функции паращитовидных желёз во время беременности, приводящее к нарушению обмена кальция.

## Лечение
Для лечения тетании беременных применяются паратиреоидин, дигидротахистерол; патогенетически оправдано применение препаратов кальция, витамина D, витамина E, рыбьего жира. Для нормализации функции коры головного мозга и подкорковых структур используются электросонтерапия, электроанальгезия, лёгкие седативные препараты и психотерапия. Тяжёлое течение болезни является показанием к аборту.